# Wereldruiterspelen 2006

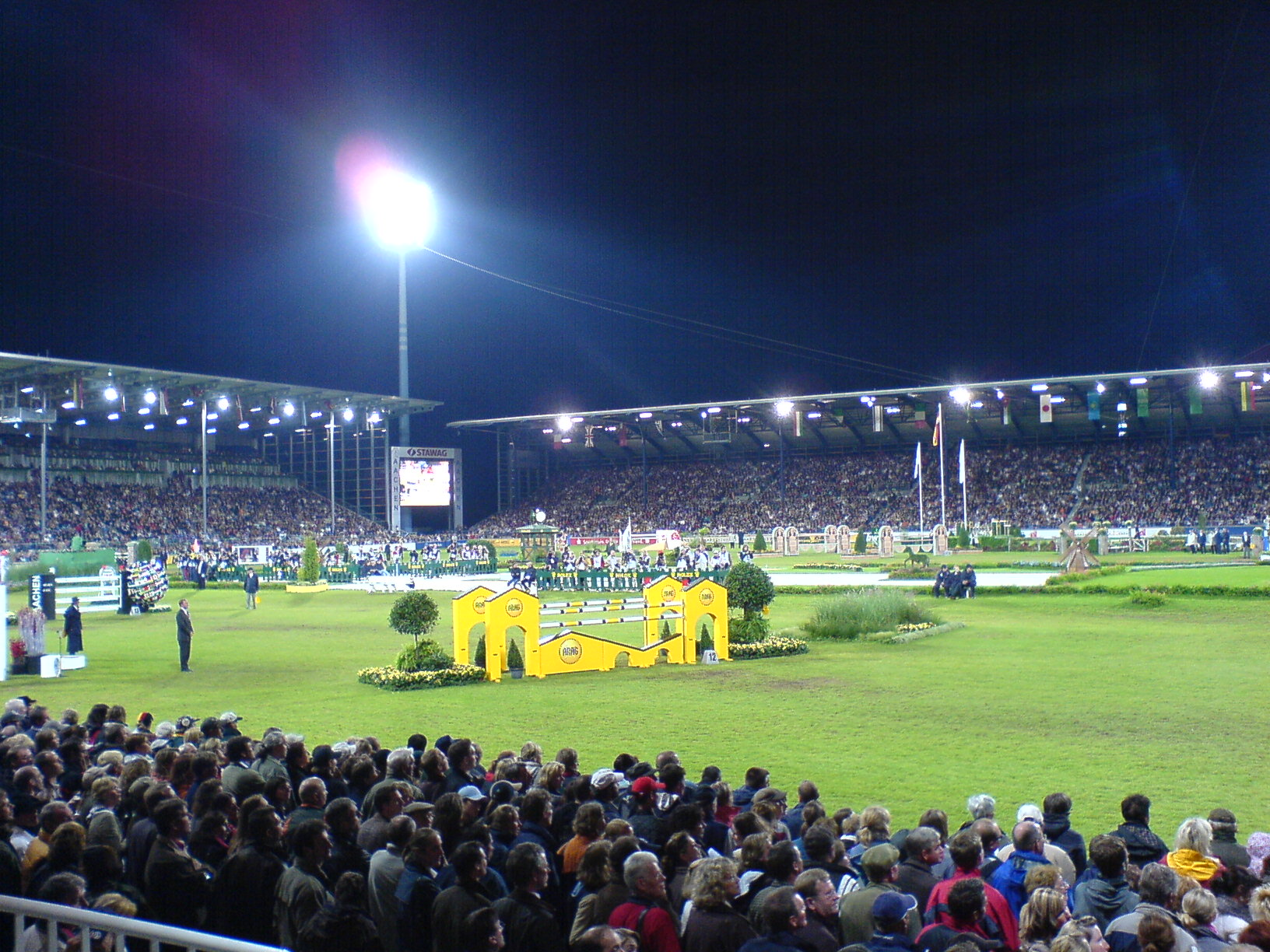
Stadion tijdens springproef

De Wereldruiterspelen 2006 vormden de vijfde editie van dit vierjaarlijkse paardensportevenement dat door de Fédération Équestre Internationale (FEI) wordt georganiseerd. Ze werden gehouden van 20 augustus tot en met 3 september 2006 in de Duitse stad Aken.
In zeven paardensportdisciplines werden er op 16 onderdelen gestreden voor de wereldtitel. De belangrijkste titel, die van het springconcours, ging naar de Belg Jos Lansink.

## Disciplines
Op deze Wereldruiterspelen stonden zeven onderdelen op het programma.
| - Dressuur - Endurance - Eventing - Mensport | - Reining - Springen - Voltige |

## Uitslagen
| Event                         | Goud | Zilver | Brons |
| ----------------------------- | --- | --- | --- |
| Dressuur grand prix special   | Anky van Grunsven met Keltec Salinero | Andreas Helgstrand met Blue Hors Matiné | Isabell Werth met Satchmo |
| Dressuur grand prix freestyle | Isabell Werth met Satchmo | Anky van Grunsven met Keltec Salinero | Andreas Helgstrand met Blue Hors Matiné |
| Dressuur team grand prix      | Duitsland Heike Kemmer met Bonaparte Isabell Werth met Satchmo Nadine Capellmann met Elvis Va Hubertus Schmidt met Wansuela Suerte                      | Nederland Anky van Grunsven met Keltec Salinero Imke Schellekens-Bartels met Sunrise Edward Gal met Group 4 Securicor Lingh Laurens van Lieren met Hexagon S'Ollright | Verenigde Staten Steffen Peters met Floriano Debbie McDonald met Brentina Guenter Seidel met Aragon Leslie Morse met Tip top 962                        |
| Endurance individueel         | Miguel Vila Ubach met Hungares | Virginie Atger met Kangoo d'Aurabelle | Elodie Le Labourier met Sangho’Limousian |
| Endurance team                | Frankrijk Virginie Atger met Kangoo d'Aurabelle Phillipe Benoit met Akim Du Boulve Pascale Dietsch met Hifrane du Barthas                               | Zwitserland Urs Wenger met Zialka Anna Lena Wagner met Tessa IV Nora Wagner met Temir                                                                                 | Portugal Joao Raposo met Sultao Ana Margarita Costa met Gozlane Du Somail Ana Teresa Barbas met Papoila                                                 |
| Eventing individueel          | Zara Phillips met Toy Town | Clayton Fredericks met Ben Along Time | Amy Tryon met Poggio |
| Eventing team                 | Duitsland Frank Ostholt met Air Jordan 2 Hinrich Romeike met Marius Voigt-Logistik Bettina Hoy met Ringwood Cockatoo Ingrid Klimke met Sleep Late       | Verenigd Koninkrijk Zara Phillips met Toy Town Daisy Dick met Spring Along William Fox-Pitt met Tamarillo Mary King met Call Again Cavalier                           | Australië Clayton Frederick met Ben Along Time Megan Jones met Kirby Park Irish Jester Andrew Hoy met Master Monarch Sonja Johnson met Ringwould Jaguar |
| Mensport individueel          | Felix Marie Brasseur | IJsbrand Chardon | Christoph Sandmann |
| Mensport team                 | Duitsland | België | Nederland |
| Reining individueel           | Duane Latimer met Hang Ten Surprize | Tim McQuay met Mister Nicadual | Aaron Ralston met Smart Paul Olena |
| Reining team                  | Verenigde Staten Aaron Ralston met Smart Paul Olena Tim McQuay met Mister Nicadual Dell Hendricks met Starbucks Sidekick Matt Mills met Easy Otie Whiz  | Canada Duane Latimer met Hang Ten Surprize Francois Gautier met Snow Gun Luke Gagnon met Lil Santana Lance Griffin met Whiz N Tag Chex                                | Italië Christian Perez met Dualin For Me Dario Carmignani met Skeets Dun Adriano Meacci met Docs Tivio Hangcock Marco Ricotta met Peppy Secolo          |
| Springen individueel          | Jos Lansink met Cavalor Cumano | Beezie Madden met Authentic | Meredith Michaels-Beerbaum met Shutterfly |
| Springen team                 | Nederland Jeroen Dubbeldam met BMC Up and Down Piet Raymakers met Van Schijndel's Curtis Gerco Schröder met Eurocommerce Berlin Albert Zoer met Okidoki | Verenigde Staten Margie Engle met Hidden Creek's Quervo Gold Laura Kraut met Miss Independent Beezie Madden met Authentic McLain Ward met Sapphire                    | Duitsland Christian Ahlmann met Cöster Ludger Beerbaum met L'Espoir Marcus Ehning met Noltes Küchengirl Meredith Michaels-Beerbaum met Shutterfly       |
| Voltige individueel mannen    | Kai Vorberg met Picasso 202 | Gero Meyer met Arador 2 | Ladislav Majdlen met Catalin III-73 |
| Voltige individueel vrouwen   | Megan Benjamin met Leonardo | Katharina Faltin met Pitucelli | Nicola Ströh met Lanson 16 |
| Voltige team                  | Duitsland | Verenigde Staten | Oostenrijk |

## Medaillespiegel
| Plaats | Land             | Goud | Zilver | Brons | Totaal |
| 1      | Duitsland        | 6    | 1      | 5     | 12     |
| 2      | Verenigde Staten | 2    | 4      | 3     | 9      |
| 3      | Nederland        | 2    | 3      | 1     | 6      |
| 4      | België           | 2    | 1      | 0     | 3      |
| 5      | Frankrijk        | 1    | 1      | 1     | 3      |
| 6      | Canada           | 1    | 1      | 0     | 2      |
| 6      | Groot-Brittannië | 1    | 1      | 0     | 2      |
| 8      | Spanje           | 1    | 0      | 0     | 1      |
| 9      | Australië        | 0    | 1      | 1     | 2      |
| 9      | Oostenrijk       | 0    | 1      | 1     | 2      |
| 9      | Denemarken       | 0    | 1      | 1     | 2      |
| 12     | Zwitserland      | 0    | 1      | 0     | 1      |
| 13     | Italië           | 0    | 0      | 1     | 1      |
| 13     | Portugal         | 0    | 0      | 1     | 1      |
| 13     | Slowakije        | 0    | 0      | 1     | 1      |
| Totaal | Totaal           | 16   | 16     | 16    | 48     |

## Deelnemende landen
Er namen 59 landen deel aan deze Wereldruiterspelen, elf meer dan in 2002.
- Antigua en Barbuda
- Argentinië
- Australië
- Bahrein
- België
- Brazilië
- Bulgarije
- Canada
- Chili
- Colombia
- Denemarken
- Dominicaanse Republiek
- Duitsland
- Egypte
- El Salvador
- Estland
- Finland
- Frankrijk
- Georgië
- Griekenland

- Groot-Brittannië
- Hongarije
- Ierland
- Israël
- Italië
- Jamaica
- Japan
- Jordanië
- Kroatië
- Libië
- Litouwen
- Luxemburg
- Maleisië
- Mexico
- Namibië
- Nederland
- Nederlandse Antillen
- Nieuw-Zeeland
- Noorwegen
- Oekraïne

- Oman
- Oostenrijk
- Polen
- Portugal
- Qatar
- Rusland
- Saoedi-Arabië
- Slovenië
- Slowakije
- Spanje
- Syrië
- Tsjechië
- Venezuela
- Verenigde Arabische Emiraten
- Verenigde Staten
- Wit-Rusland
- Zuid-Afrika
- Zweden
- Zwitserland